# Bisbat de Nikòpol
|  | Aquest article tracta sobre el bisbat búlgar. Si cerqueu altres significats, vegeu «Bisbat de Nicòpolis». |

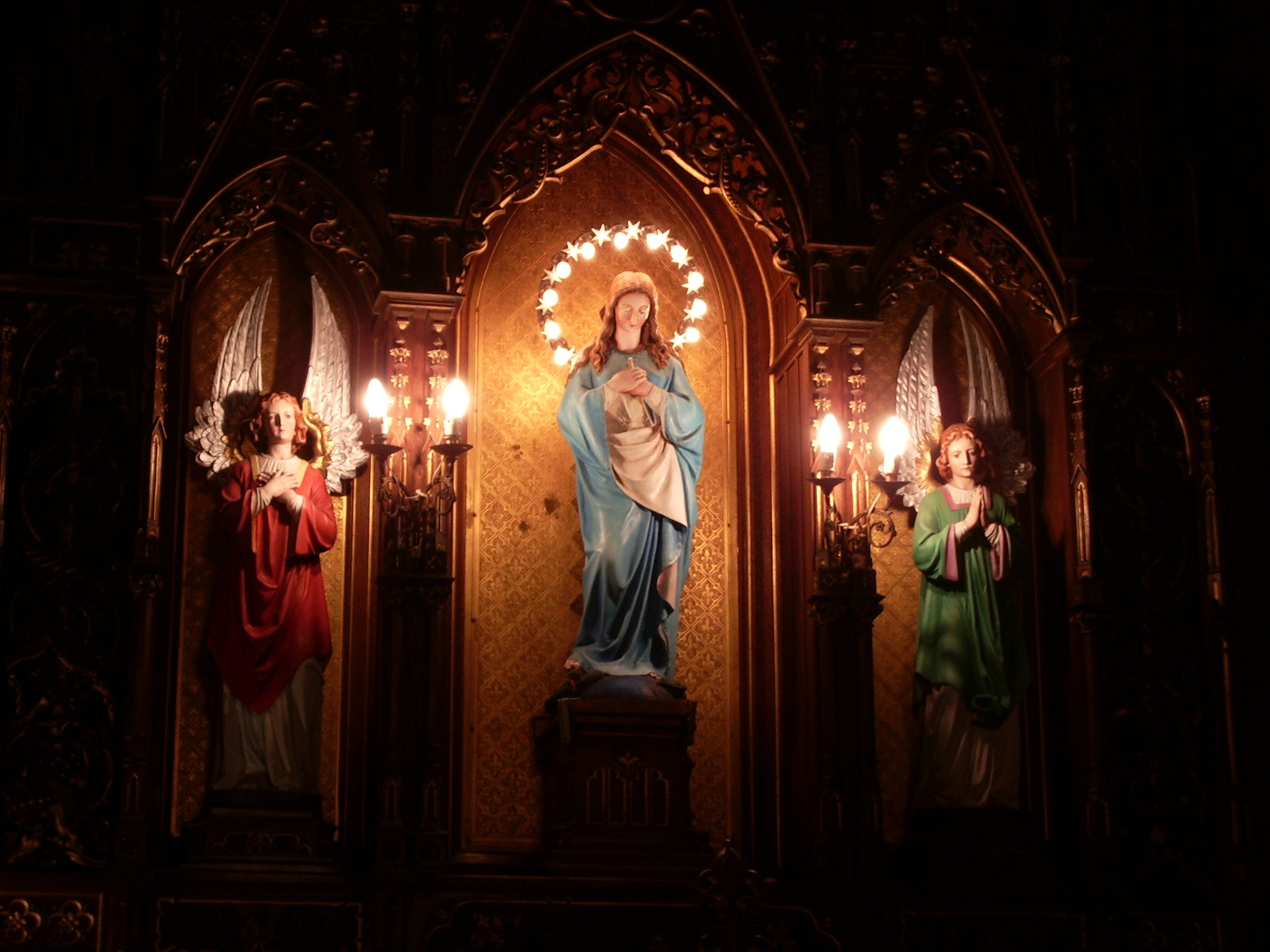
Interior de la catedral.

El bisbat de Nikòpol (búlgar: Никополски епископ, llatí: Dioecesis Nicopolitana) és una seu de l'Església Catòlica a Bulgària, immediatament subjecta a la Santa Seu. Al 2016 tenia 30.000 batejats sobre una població de 2.936.000 habitants. Actualment està regida pel bisbe Petko Jordanov Christov, O.F.M.Conv..

## Territori
La diòcesi comprèn la part septentrional de Bulgària.
La seu episcopal és la ciutat de Ruse, on es troba la catedral de Sant Pau de la Creu. El nom de la diòcesi prové de l'actual ciutat de Nikòpol, on a inicis del segle xvi es trobava la major part dels fidels catòlics i dels missioners.
El territori s'estén sobre 43.241 km², i està dividit en 21 parròquies, agrupades en 20 vicariats.

## Història
Els missioners franciscans de la província de Bòsnia van arribar a Bulgària a principis del segle XVII; el 1624 van formar una província independent, amb el nom de «custodia Bulgariae».
La diòcesi va ser erigida el 1648 com a sufragània de l'arxidiòcesi de Sofia (avui bisbat de Sofia i Plòvdiv), que només uns pocs anys abans s'havia elevat a seu metropolitana. A partir del mateix any, els bisbes de Nikopol van ser nomenats administradors apostòlics del vicariat apostòlic de Valàquia fins al 27 d'abril de 1883, quan es va erigir l'arquebisbat de Bucarest.
El 1688 els turcs van destruir la majoria de les estacions de missió catòliques i van matar a molts dels fidels de ritu llatí. El bisbe de Nikòpol, Anton Stefanov, va haver de fugir i abandonar Bulgària, de la mateixa manera que la major part dels franciscans. En les dècades següents la seu restà vacant i també el treball d'evangelització patí una aturada dura: el 1717 la diòcesi només comptava amb uns 800 catòlics i el bisbe residia al poble de Belene, un dels pocs pobles habitats gairebé íntegrament per catòlics de ritu llatí.
El 1752 la diòcesi no tenia esglésies i uns 300 fidels catòlics van ser encomanats a la cura de tres missioners de Ragusa. La residència dels bisbes de Nikòpol estava a la ciutat de Bucarest, on romandria fins al 1883. El 1753 van arribar nous missioners, els Baptistans, que també van haver d'abandonar la missió deu anys més tard. El 1758, quan l'arxidiòcesi de Sofia va ser reduïda a vicariat apostòlic, la diòcesi de Nikòpol va quedar immediatament sotmesa a la Santa Seu.
Cap a finals del segle xviii els passionistes van arribar a la diòcesi, però a partir de 1805, amb el nomenament com a bisbe de Francesco Maria Ferreri, van poder treballar en missions amb efectes duradors. Durant el segle xix el govern otomà va permetre la construcció de noves esglésies, que encara eren tres en 1848.
El 15 de març de 1998, el bisbe Vincentius Eugenio Bossilkov, màrtir durant el comunisme, va ser beatificat pel papa Joan Pau II.

## Cronologia episcopal
- Filip Stanislavov † (6 de juliol de 1648 - 26 de novembre de 1663 suspès)
  - Francisk Sojmirovič † (26 de novembre de 1663 - 17 de maig de 1673 renuncià) (amministratore apostolico)[1]
- Filip Stanislavov † (17 de maig de 1673 - 1674 mort) (per segonda vegada)
- Anton Stefanov, O.F.M. † (10 de maig de 1677 - 1692)
  - Sede vacante (1692-1717)
- Marko Andrassy † (10 de maig de 1717 - 20 de desembre de 1723 nomenat arquebisbe de Sofia)
- Baltazar Lieski † (1724 - ?)
- Nikola Stanislavič, O.F.M. † (11 de juny de 1725 - 30 de setembre de 1740 nomenat bisbe de Csanád)
  - Sede vacante (1740-1743)
- Anton Bečić † (23 de setembre de 1743 - 1 de març de 1752 renuncià)
- Nicolò Pugliesi † (18 de desembre de 1752 - 6 d'abril de 1767 nomenat arquebisbe de Ragusa)
- Sebastiano Canepa, Batt. † (1 de juny de 1767 - de febrer de 1769 mort)
- Giacomo Antonio Riccardini, O.F.M.Conv. † (4 de març de 1771 - 18 de setembre de 1775 renuncià)
- Pavel Duvanlija † (16 d'octubre de 1776 - 6 de juliol de 1804 mort)
- Francesco Maria Ferreri, C.P. † (20 de setembre de 1805 - de gener de 1814 mort)
- Fortunato Maria Ercolani, C.P. † (27 de maig de 1815 - 19 d'abril de 1822 nomenat bisbe de Civita Castellana, Orte i Gallese)
  - Sede vacante (1822-1825)
- Giuseppe Molajoni, C.P. † (23 de setembre de 1825 - 1847 renuncià)
- Angelo Parsi, C.P. † (30 de juliol de 1847 - 1863)
- Antonio Giuseppe Pluym, C.P. † (15 de setembre de 1863 - 1 de març de 1870 renuncià)
- Ignazio Paoli, C.P. † (19 d'agost de 1870 - 27 d'abril de 1883 nomenat arquebisbe de Bucarest)
- Ippolito D'agost de, C.P. † (27 d'abril de 1883 - 1893 mort)
- Henri Doulcet, C.P. † (7 de gener de 1895 - 31 de març de 1913 renuncià)
- Leonhard Alois von Baumbach, C.P. † (1913 - 23 d'abril de 1915 mort)
- Damian Johannes Theelen, C.P. † (21 de maig de 1915 - 6 d'agost de 1946 mort)
- Beat Vincentius Eugenio Bossilkov, C.P. † (26 de juliol de 1947 - 11 de novembre de 1952 mort)
  - Sede vacante (1952-1975)
- Vasco Seirekov † (22 de juliol de 1975 - 4 de gener de 1977 mort)
- Samuel Seraphimov Djoundrine, A.A. † (14 de desembre de 1978 - 28 de juny de 1994 jubilat)
- Petko Jordanov Christov, O.F.M.Conv., des del 18 d'octubre de 1994

## Estadístiques
A finals del 2016, la diòcesi tenia 30.000 batejats sobre una població de 2.936.000 persones, equivalent al 1,0% del total.
| any  | població | població  | població | sacerdots | sacerdots       | sacerdots       | sacerdots             | diaques | religiosos | religiosos | parròquies |
| ---- | -------- | --------- | -------- | --------- | --------------- | --------------- | --------------------- | ------- | ---------- | ---------- | ---------- |
| any  | batejats | total     | %        | total     | clergat secular | clergat regular | batejats por sacerdot | diaques | homes      | dones      |            |
| 1950 | 21.892   | 2.861.326 | 0,8      | 24        | 1               | 23              | 912                   |         | 4          | 113        | 19         |
| 1968 | 20.000   | 8.000.000 | 0,3      | 11        |                 | 11              | 1.818                 |         | 4          | 113        | 12         |
| 1987 | 20.000   | 3.450.000 | 0,6      | 17        | 11              | 6               | 1.176                 |         | 10         | 11         | 13         |
| 1999 | 30.000   | 4.000.000 | 0,8      | 12        | 2               | 10              | 2.500                 |         | 11         | 19         | 17         |
| 2000 | 30.000   | 4.000.000 | 0,8      | 9         | 2               | 7               | 3.333                 |         | 8          | 24         | 18         |
| 2001 | 30.000   | 3.500.000 | 0,9      | 8         | 2               | 6               | 3.750                 |         | 7          | 24         | 18         |
| 2002 | 30.000   | 3.000.000 | 1,0      | 9         | 2               | 7               | 3.333                 |         | 7          | 23         | 18         |
| 2003 | 30.000   | 3.000.000 | 1,0      | 9         | 2               | 7               | 3.333                 |         | 7          | 22         | 18         |
| 2004 | 30.000   | 3.000.000 | 1,0      | 10        | 2               | 8               | 3.000                 |         | 9          | 25         | 19         |
| 2013 | 30.000   | 2.971.000 | 1,0      | 15        | 5               | 10              | 2.000                 |         | 10         | 21         | 20         |
| 2016 | 30.000   | 2.936.000 | 1,0      | 16        | 5               | 11              | 1.875                 | 1       | 13         | 20         | 21         |